# Seirocastnia inca
Seirocastnia inca är en fjärilsart som beskrevs av Erich Martin Hering och Hopp 1925. Seirocastnia inca ingår i släktet Seirocastnia och familjen nattflyn. Inga underarter finns listade.